# Quinzinzinzili
Quinzinzinzili est un roman de science-fiction post-apocalyptique, écrit par Régis Messac et paru en 1935. Il est également considéré comme une contre-utopie. L'auteur dépeint comme chimériques la paix et le mode de vie qu'il aurait souhaités pour l'humanité. Pour l’Américaine Pierrette Le Méhauté, ce roman de critique sociale consacre « l'expression douloureuse d'un être qui se sent impuissant à changer la condition humaine ».

## Résumé
Un retour à l'état de nature
Au début de Quinzinzinzili, Régis Messac extrapole les conflits latents des nations dans la période de l'entre-deux-guerres. Au terme d’une conflagration apocalyptique mondiale, qui anéantit toute forme de vie à la surface de la terre, l’auteur conte ensuite comment un homme, une fillette et une poignée de garçons attardés, à peine pubères, apparaissent comme les seuls survivants de la planète. Réfugiés dans une grotte en Lozère, les enfants, que Messac qualifie « d’ignares, ahuris, vicieux, superstitieux, peureux... » retournent rapidement à l’état de nature. Ils réinventent la guerre, la géométrie, l’amour, et finissent par se forger un dieu étrange et puéril : Quinzinzinzili.

## Critique
Humour au vitriol : « Votre pessimisme a pour lui une haute tradition littéraire et des faits aussi éclatants qu'innombrables... Je ne crois pas que votre hypothèse soit celle qui a le plus de chance de se réaliser II reste qu'elle en a quelques-unes ; et c'est assez pour justifier votre sanglant mépris et votre humour au vitriol. Que ceux de vos semblables dont vous froisseriez la susceptibilité veuillent bien se regarder dans la glace et réfléchir. »
Qui es in coelis
" Ce qui est l'inspiration de QUINZINZINZILI, sous appellation enfantine"
Quelque tendresse cachée
« Le thème de Quinzinzinzilli a été repris par quelques écrivains, et notamment par deux prix Goncourt : Roger Ikor avec Les Grands moyens (Albin Michel) et Robert Merle avec Malevil (Gallimard). Il se résume en une phrase : une guerre provoque la disparition de la race humaine ; mais quelque part un petit groupe a échappé à l’extermination et l’histoire repart à zéro. (…) L’humour y est grinçant, mais pour qui connaissait bien l’auteur, il y a aussi quelque tendresse cachée dans ce roman. »
Préfiguration pessimiste
« Les romans de Régis Messac sont les préfigurations que traçait son pessimisme, ou la peinture des milieux dont il avait saisi le ridicule amer sous la façade brillante des conventions et des rites, il n’avait pas une grande foi en l’homme : Quinzinzinzilli décrit le monde après la guerre finale. J’ai peu goûté ce livre. »
Prophéties et satires sociales
« Un pessimisme souvent amer anime [cette anticipation] qui, aujourd'hui encore, apparaît excellente, surtout [celle-ci] le thème a pourtant été banalisé depuis quelques années. Mais nous dirons que c'est là un pessimisme actif, celui des mises en garde saisissantes et grandioses impliquant (fût-ce contre le gré de l'auteur) une subsistance d'espoir en la raison humaine et en sa sensibilité aux prophéties et satires sociales. »
Un « Swift » des Charentes
« L’humour et l’alacrité de l’auteur y font merveille, alors même que la bêtise et la méchanceté de l’homme s’y déchaînent et le désespèrent. »
Un livre proche de l’allégorie politique
« Le livre est proche de l’allégorie politique. […] Quinzinzinzili confirme la pensée originale, très pessimiste malgré son humour acerbe, de Régis Messac. »
Un ton, du mordant, de l’allure
« Régis Messac ricane franchement souvent en pleine catastrophe. Cet excellent petit roman, très joliment enlevé, date de 1934. Il a un ton, du mordant, de l’allure. […] Avec Régis Messac, on découvre (ou redécouvre) un des grands de la science-fiction française. »
Après la fin du monde
« Messac, avec beaucoup d’ironie, décrit le processus de nasalisation du langage nouveau. Des bribes d’éducation en forment le fond. »
Cynisme et désespoir
« Loin de ses convictions anarchistes, le tableau ici brossé [par Messac] véhicule surtout un désespoir et un cynisme qui laisse espérer peu de choses de l’être humain, la revanche de la nature sur la culture, en somme... »
Surprenant et drôle
« C’est un roman très court, 177 pages, âpre, sans concession sur la nature humaine, le narrateur n’est pas plus épargné que les autres protagonistes. (...) C’est surprenant et, malgré un parti pris sombre, souvent très drôle. Romancier partiellement (totalement?) oublié, il mérite notre attention. »
Un cri d'alarme d'une étonnante modernité
« Le roman ne franchit pas le cap du nihilisme absolu. Il offre un miroir dans lequel l’humanité peut se reconnaitre dans toute sa stupide bassesse et étroitesse d’esprit. (...) Quinzinzinzili demeure le cri d’alarme d’une étonnante modernité d’un pacifiste convaincu, d’un homme juste qui finalement n’a pas été entendu. »
Un modèle plutôt cohérent et réussi
« Quinzinzinzili est un ouvrage curieux, qui montre certaines choses devenues vraies par la suite. Messac ne pouvait prévoir toutes les subtilités diplomatiques, mais son modèle de Seconde Guerre mondiale était plutôt cohérent et réussi. » 
Cinglant comme un coup de fouet
« Un court roman cinglant comme un coup de fouet. Sa Majesté des Mouches en pire. D’un pessimisme terriblement lucide. (...) Avec Quinzinzinzili, Messac offre au lecteur un miroir, cruel mais salutaire. » 

## Sources
1. ↑  Non identifié, Correspondance, c. 1935
2. ↑  Ralph Messac, Autour de Quinzinzinzili, mai 1972
3. ↑  Roger Denux, In memoriam, La Tribune des fonctionnaires, novembre 1946
4. ↑  Jean-Jacques Bridenne, Hommage à Régis Messac, Fiction n° 48, novembre 1957
5. ↑  Roland Stragliati, Régis Messac : un « Swift » des Charentes, Le Monde, 30 novembre 1972
6. ↑  Denis Luc, R. Messac, R .A. Lafferty, A. et B. Strougartski, Combat, C. 1972
7. ↑  Michel Nuridsany, 38 ans après, Régis Messac n'est plus un inconnu, Le Figaro, 14 octobre 1972
8. ↑  Jean-Louis Kuffer, Après la fin du monde, La Tribune de Lausanne, 15 novembre 1972
9. ↑  Maestro, Quinzinzinzili, dors, mon petit Quinquin..., Wagoo, 25 octobre 2005, [lire en ligne]
10. ↑  Artemus Dada, Quinzinzinzili, Superpouvoir.com, 10 octobre 2007
11. ↑  Ubik, Quinzinzinzili, le Cafard cosmique, 3 novembre 2007, [lire en ligne]
12. ↑  Agammemnon, Quinzinzinzili, Arcanes, 3 décembre 2007, [lire en ligne]
13. ↑  Nébal, Quinzinzinzili, Welcome to Nebalia, 26 mars 2008, [lire en ligne]

## Éditions
- La Fenêtre ouverte, coll. des Hypermondes, Issy-les-Moulineaux, 1935, 203 pages
- Édition spéciale, Paris, 1972, 205 pages
- 半球の弔旗 [Hankyû no chôki (le Drapeau en berne de l'hémisphère)], 牧神社 Ed. BokushinSha, Tokyo, 1978, 225 pages
- A Invenção do Mundo (Quinzinzinzili), Editora Cultrix, São Paulo, c. 1975
- Éditions de l'Agly, Saint-Paul-de-Fenouillet, 1998, 103 pages. Édition non autorisée.
- L'Arbre vengeur, Talence, 2007, 200 pages. Préface d'Eric Dussert  (ISBN 9782916141183)
- Éditions de la Table ronde, 2017, 200 pages. Édition de 2007 en version de poche.
- Quinzinzinzany, première traduction anglaise, par Mathieu Triay, publiée en deux parties dans Visions #1 (2018) et Visions #2 (2019), avec des illustrations de Jean-Albert Triay (www.readvisions.com).